# Valencia Open 500 2013
Il Valencia Open 500 2013 è stato un torneo di tennis giocato su campi in cemento al coperto. È stata la 19ª edizione dell'evento conosciuto come Valencia Open 500 o Open de Tenis Comunidad Valenciana, ed appartiene alla categoria ATP World Tour 500 series nell'ambito dell'ATP World Tour 2013. Gli incontri si sono disputati al Ciutat de les Arts i les Ciències di Valencia, in Spagna, dal 21 al 27 ottobre 2013.

## Partecipanti

### Teste di serie
| Nazionalità | Giocatore       | Ranking* | Testa di serie |
| ----------- | --------------- | -------- | -------------- |
| Spagna      | David Ferrer    | 3        | 1              |
| Germania    | Tommy Haas      | 12       | 2              |
| Spagna      | Nicolás Almagro | 13       | 3              |
| Stati Uniti | John Isner      | 14       | 4              |
| Polonia     | Jerzy Janowicz  | 15       | 5              |
| Francia     | Gilles Simon    | 16       | 6              |
| Italia      | Fabio Fognini   | 17       | 7              |
| Sudafrica   | Kevin Anderson  | 20       | 8              |

* Ranking al 14 ottobre 2013.

### Altri partecipanti
I seguenti giocatori hanno ricevuto una wild card per il tabellone principale:
- Roberto Bautista Agut
- Guillermo García López
- Fernando Verdasco

I seguenti giocatori sono passati dalle qualificazioni:

- Pablo Carreño Busta
- Alejandro Falla
- Michał Przysiężny
- João Sousa

## Campioni

### Singolare
Michail Južnyj ha sconfitto in finale  David Ferrer per 6-3, 7-5.
- È il decimo titolo in carriera per Youzhny, il secondo del 2013.

### Doppio
Alexander Peya /  Bruno Soares hanno sconfitto in finale  Bob Bryan /  Mike Bryan per 7–6(3), 6(1)-7, [13-11].